# Motorbezogene Versicherungssteuer
Die motorbezogene Versicherungssteuer (kurz: motorbezogenen VersSt vulgo Versicherungssteuer 2) ist
- eine Verkehrsteuer,
- eine Steuer, die nach Hubraum oder Motorleistung berechnet wird,
- ein Kraftfahrzeugsteuerersatz für bestimmte Fahrzeuge.

Die motorbezogene Versicherungssteuer wird als Zuschlag zur österreichischen Versicherungssteuer gemeinsam mit der laufenden Kfz-Haftpflichtversicherungsprämie eingehoben. Es handelt sich dabei um eine periodisch zu entrichtende Steuer im Rahmen der Besteuerung von Kraftfahrzeugen.

## Geschichte
Mit dem Gesamtsteuerpaket der Einführung des Kraftfahrzeugsteuergesetz 1992 (KfzStG 1992) zum 1. Mai 1993 wurde das mit dem Kraftfahrzeugsteuergesetz 1952 bestehende System der monatlichen Besteuerung in gestaffelten Steuersätzen für Kraftfahrzeuge geändert. Ziel war es einerseits eine Verwaltungsvereinfachung und Entlastung der Kfz-Lenker mit der Abschaffung des „Steuermarkenklebens“ zu erreichen. Andererseits sah der Gesetzgeber das seit Jahrzehnten gültige System der Steuersätze nach Hubraum für Krafträder, Personen- (PKW) und Kombinationskraftfahrzeuge (KKW) als überholt an. Es wurde dazu damals das Argument der aufkommenden Turboverdichtung mit mehr Leistung bei gleichem Hubraum ins Treffen geführt.
Die Steuerpflicht für PKW/KKW und Krafträder, sofern diese der Versicherungspflicht der Haftpflichtversicherung nach Kraftfahrgesetz unterliegen (siehe unterhalb), wurde daher aus der Kraftfahrzeugsteuer herausgelöst. Für diese Kraftfahrzeuge wurde die Steuerpflicht in Form der motorbezogenen Versicherungssteuer geschaffen und die Einhebung von den Finanzämter zu den Haftpflichtversicherern verlagert.

## Rechtsgrundlage
Rechtsgrundlage ist das Kraftfahrzeugsteuergesetz 1992 (KfzStG 1992) in Verbindung mit dem Versicherungssteuergesetz 1953 (VersStG) und dem § 59 Abs. 1 Kraftfahrgesetz 1967. Maßgeblich sind die folgenden Paragrafen des VersStG:
- § 4 Abs. 3 (Steuerbefreiungen von der Steuerpflicht nach § 6 Abs. 3)
- § 5 Abs. 1 Z 3 (Bemessungsgrundlage)
- § 5 Abs. 5 (Maßgeblichkeit der im Typenschein oder im Bescheid über die Einzelgenehmigung eingetragenen Werte, Umrechnung auf Kilowatt, Aufrundung von Kilowatt)
- § 6 Abs. 3 (Steuersätze, Wechselkennzeichen, Berichtigung unrichtiger Berechnungen der motorbezogenen Versicherungssteuer, als auch für die allgemeine Versicherungssteuer)
- § 7 (Steuerschuldner als Versicherungsnehmer im Verhältnis zum Versicherer)
- § 8 (Steuererhebung sowohl für die motorbezogene, als auch für die allgemeine Versicherungssteuer)

## Abgrenzung zum Kraftfahrzeugsteuergesetz 1992
Das wichtigste Abgrenzungsattribut zwischen motorbezogener Versicherungssteuer und Kraftfahrzeugsteuer ist das höchste zulässige Gesamtgewicht eines Kraftfahrzeuges.
Kraftfahrzeuge bis zu 3,5 Tonnen höchstem zulässigen Gesamtgewicht (ausgenommen von dieser Regel sind Zugmaschinen, also der klassische Traktor, und Motorkarren) unterliegen in der Regel der motorbezogenen Versicherungssteuer.
Kraftfahrzeuge ab einem höchsten zulässigen Gesamtgewicht von 3,5 Tonnen unterliegen der Kraftfahrzeugsteuer (Anhänger mit einem höchsten zulässigen Gesamtgewicht von mehr als 3,5 Tonnen gelten für die Kraftfahrzeugsteuer auch als Kraftfahrzeuge).
Folgende Kraftfahrzeuge unterliegen unabhängig vom Gewicht der Kraftfahrzeugsteuer:
- Kraftfahrzeuge, bei denen eine im § 59 Abs. 2 Kraftfahrgesetz angeführte Institution der Zulassungsbesitzer ist (das sind im Wesentlichen der Bund, die Länder, Gemeindeverbände) und für die keine Haftpflichtversicherung besteht,
- Kraftfahrzeuge die auf Straßen mit öffentlichem Verkehr im Inland ohne Zulassung betrieben werden (widerrechtliche Verwendung),
- Kraftfahrzeuge mit ausländischem Kennzeichen die auf Straßen mit öffentlichem Verkehr im Inland verwendet werden (kommt in der Regel nur zur Anwendung wenn die Verwendung im Inland länger als ein Jahr dauert).

## Betroffene Fahrzeuge
Dieser Steuer unterliegen folgende Kraftfahrzeuge, die im Inland zum Verkehr zugelassen sind und für die ein Kraftfahrzeug-Haftpflichtversicherungsvertrag (Pflicht-Haftpflichtversicherung oder freiwillig eingegangene Kraftfahrzeug-Haftpflichtversicherung) abgeschlossen wurde:
- Krafträder,
- Personenkraftwagen und Kombinationskraftwagen (bis 3,5 Tonnen höchstes zulässiges Gesamtgewicht),
- alle übrigen Arten von Kraftfahrzeugen mit einem höchsten zulässigen Gesamtgewicht bis 3,5 Tonnen mit Ausnahme von Zugmaschinen und Motorkarren.

## Ausnahmen von der Steuerpflicht
- Motorräder, die nicht mehr als 100 cm³ Hubraum haben
- Invalidenfahrzeuge (Kategorie wurde mit 2013 ersatzlos gestrichen, derzeit noch 11 zugelassene Invalidenfahrzeuge)
- Kraftfahrzeuge, die für oder von Menschen mit Behinderung verwendet werden. Behindertenpasses des Sozialministeriumservice mit dem Vermerk „Unzumutbarkeit der Benützung öffentlicher Verkehrsmittel“ muss vorhanden sein
- Fahrzeuge, die ausschließlich oder vorwiegend für die Verwendung bei Feuerwehren, im Rettungsdienst oder als Krankenwagen bestimmt sind (für die Inanspruchnahme der Befreiung ist in erster Linie die Eintragung in der Zulassungsbescheinigung maßgebend, auch der Bescheid über die Verwendung eines Blaulichtes – § 20 Abs. 5 KFG – kann als Beweis dienen)
- Fahrzeuge, die für eine Gebietskörperschaft zugelassen sind und zur Verwendung im Bereich des öffentlichen Sicherheitsdienstes bestimmt sind
- Fahrzeuge, die mit Überstellungs- oder Probekennzeichen benutzt werden
- Kraftfahrzeuge, die ausschließlich elektrisch angetrieben werden (siehe Elektrofahrzeuge)[6]
- selbstfahrende Arbeitsmaschinen
- auf einen Zeitraum von mindestens 45 Tagen Kraftfahrzeuge, deren Zulassungsbescheinigung und Kennzeichentafeln bei der Behörde oder Zulassungsstelle hinterlegt wurden.

## Höhe der Steuer
Alle Kraftwagen bis 3,5 Tonnen höchstes zulässiges Gesamtgewicht:
- bis 28. Februar 2014:

(Motorleistung in kW – 24) × 0,55 = monatliche Steuer in € (bei jährlicher Zahlung)
Beispiel: PKW mit 100 kW: 100 – 24 = 76 × 0,55 = 41,80 € monatlich × 12 = 501,60 € jährlich
- ab 1. März 2014:

(Motorleistung in kW – 24) = Bemessungsgrundlage
für die ersten 66 Kilowatt der Bemessungsgrundlage je Kilowatt: 0,62 Euro
(Zahlungsweise halbjährlich: 0,6572 vierteljährlich: 0,6696 monatlich: 0,682)
für die weiteren 20 Kilowatt der Bemessungsgrundlage je Kilowatt: 0,66 Euro
(Zahlungsweise halbjährlich: 0,6996 vierteljährlich: 0,7128 monatlich: 0,726)
und für die darüber hinausgehenden Kilowatt der Bemessungsgrundlage je Kilowatt: 0,75 Euro
(Zahlungsweise halbjährlich: 0,795 vierteljährlich: 0,81 monatlich: 0,825)
Diese Berechnung ergibt monatliche Steuer in € (bei jährlicher Zahlung)
Beispiel: PKW mit 100 kW: 100 – 24 = 76
66 × 0,62 = 40,92 € + 10 × 0,66 = 6,60 € = 47,52 € monatlich × 12 = 570,24 € jährlich
- Zuschlag bei alten Fahrzeugen

Für PKW oder Kombi mit Fremdzündungsmotoren – also hauptsächlich Ottomotoren ohne Katalysator –, die eine Erstzulassung im Inland vor 1987 haben und damit meist die modernen Abgasvorschriften nicht erfüllen, ist ein Zuschlag von 20 % zu entrichten.
Dieselmotoren sind Motoren mit Eigenzündung; daher gilt für Fahrzeuge mit solchen Motoren diese Vorschrift nicht.
Motorräder:
- bis 28. Februar 2014:

Hubraum in cm³ × 0,022
- ab 1. März 2014:

Hubraum in cm³ × 0,025
Zuschlag bei nicht jährlicher Zahlung:
Wenn man die Kfz-Haftpflichtversicherungsprämie und damit die Steuer nicht jährlich im Voraus entrichtet, ist ein Zuschlag von
- 10 % bei monatlicher Zahlung
- 8 % bei vierteljährlicher Zahlung
- 6 % bei halbjährlicher Zahlung

zu entrichten.